# Otto Bartning

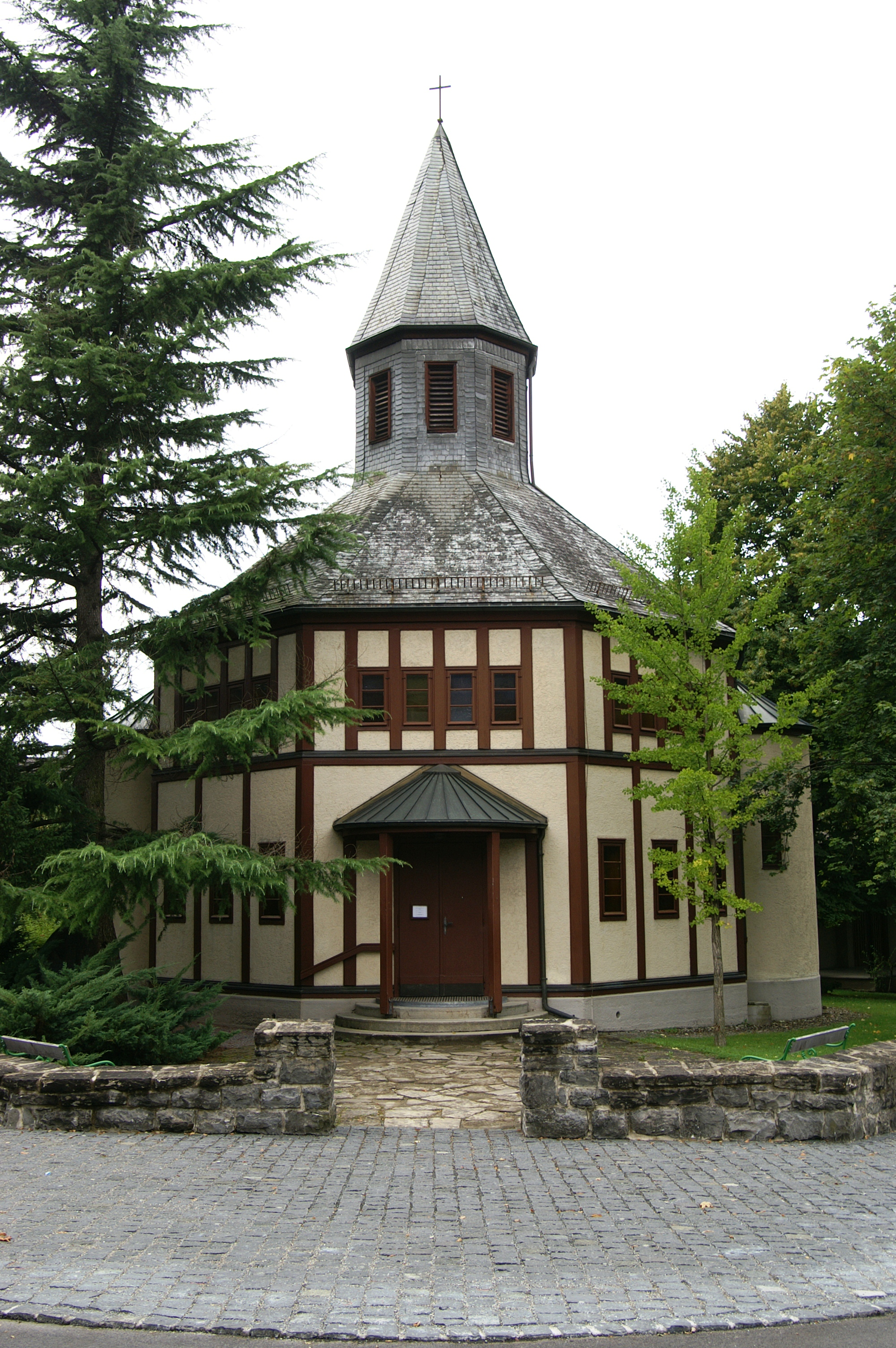
Chiesa evangelica di Dornbirn

Otto Bartning (Karlsruhe, 12 aprile 1883 – Darmstadt, 20 febbraio 1959) è stato un architetto tedesco.

## Biografia
Bartning si mise in evidenza per l'adesione allo stile espressionistico tedesco, che lo inserì nell'elenco dei primi architetti moderni.
Questa tendenza fu evidenziata nel serbatoio a Zeipau, Slesia (1923), caratterizzato dalla movimentazione delle pareti tale da creare un volume nuovo e complesso.
Dopo di che collaborò con Walter Gropius e altri alla realizzazione del quartiere Siemensstadt a Berlino (1929-1930), basato su un complesso tipicamente "razionalista".
Tra i suoi primi lavori ci fu la realizzazione, insieme a Walter Gropius dell'edificio della Bauhaus a Weimar.